# Amberley
Amberley (en langue Māori : Kōwai) est une ville localisée dans le district de Hurunui dans le nord de la région de Canterbury sur la côte est de l’Île du Sud de la Nouvelle-Zélande.

## Situation
Elle est localisée sur le trajet de la State Highway 1/S H 1 à approximativement 50 km au nord de la cité de Christchurch. C’est le siège du Conseil du district de Hurunui.

## Population
Lors du [recensement de 2006, la population d’Amberley était de 1 302 habitants, en augmentation de quasiment 15 % par rapport aux cinq années précédentes. Un peu moins de 30 % de la population était âgée de plus de 65 ans, ce qui est bien plus élevé que la moyenne nationale. Au total, plus de 2 300 personnes vivaient dans la zone de service rurale de la ville ou dans les villages adjacents tels que Waipara et Leithfield. Du point de vue ethnique, la ville a l’une des plus faibles concentrations de populations non-européennes en Nouvelle-Zélande, avec une équipe du conseil local admettant que les citoyens locaux puissent prendre les identités de tout Māori ou Asiatique enregistré[Quoi ?].

## Informations locales
Amberley est le siège du conseil du district de Hurunui (en) et le centre de service pour le district d’une zone agricole arable et d’élevage des moutons.
Une fois par an, la présentation de l’A&P (Agricultural and Pastoral) se tient ici, habituellement au milieu du printemps.

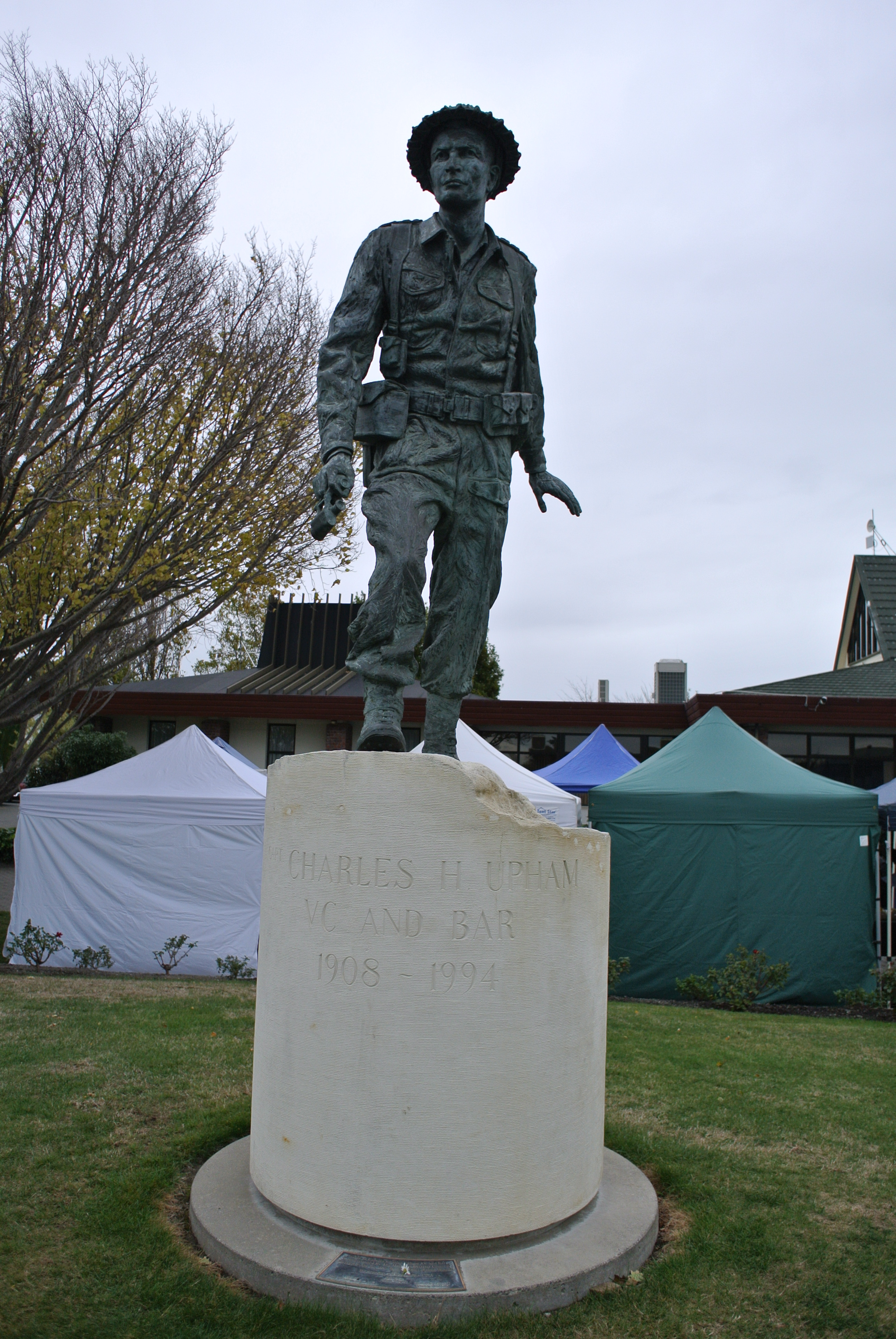
Statue de Charles Upham

Il y a une statue en mémoire de Charles Upham juste en dehors du bâtiment du conseil. Upham avait une ferme dans le secteur de Cheviot. À proximité immédiate de la statue se trouvent trois sculptures sur pierres calcaires, Les grand-mères, qui célèbrent les anciens du peuple de Waitaha. Réalisées par le sculpteur Warren Thompson, les statues furent inaugurées en mai 2003 par le Premier ministre de Nouvelle-Zélande, Helen Clark.

## Éducation

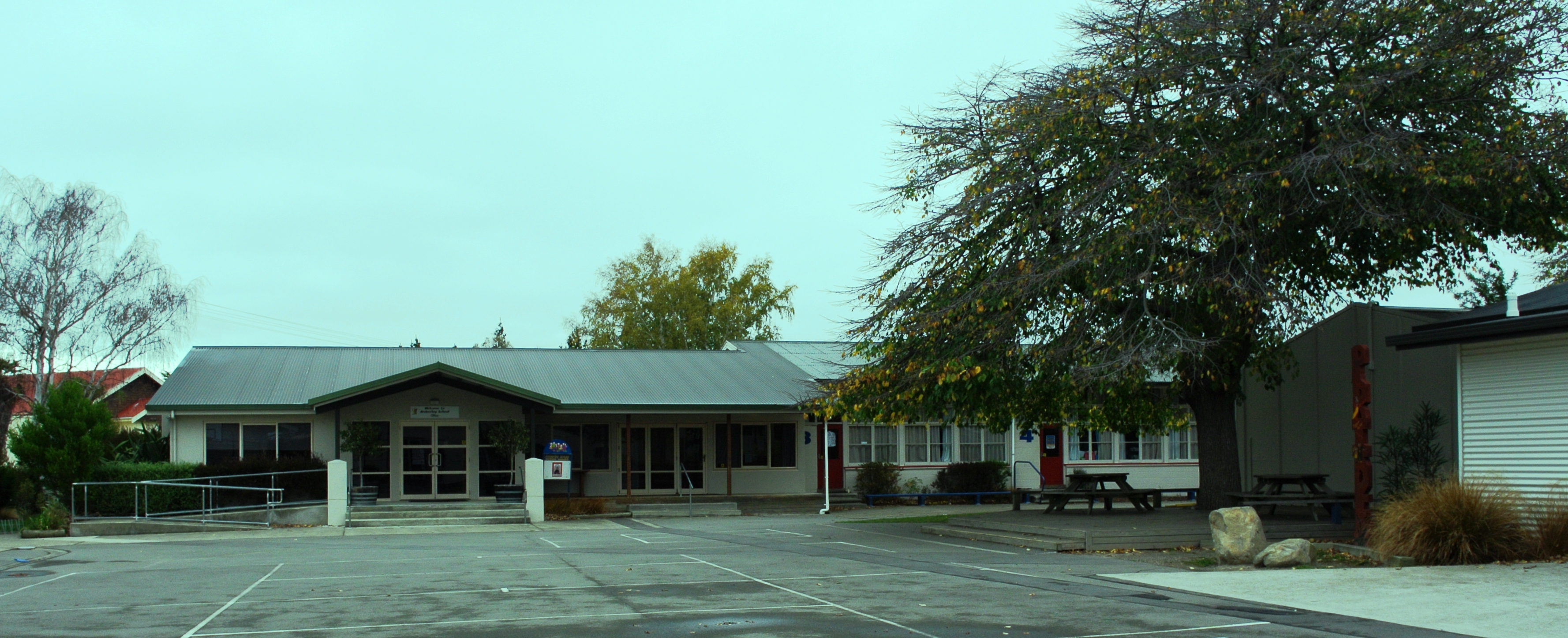
École primaire d’Amberley

L’école d’Amberley est une école publique, mixte, assurant tout le primaire de l’année 1 à 8, avec un effectif de 220 élèves en mars 2020.

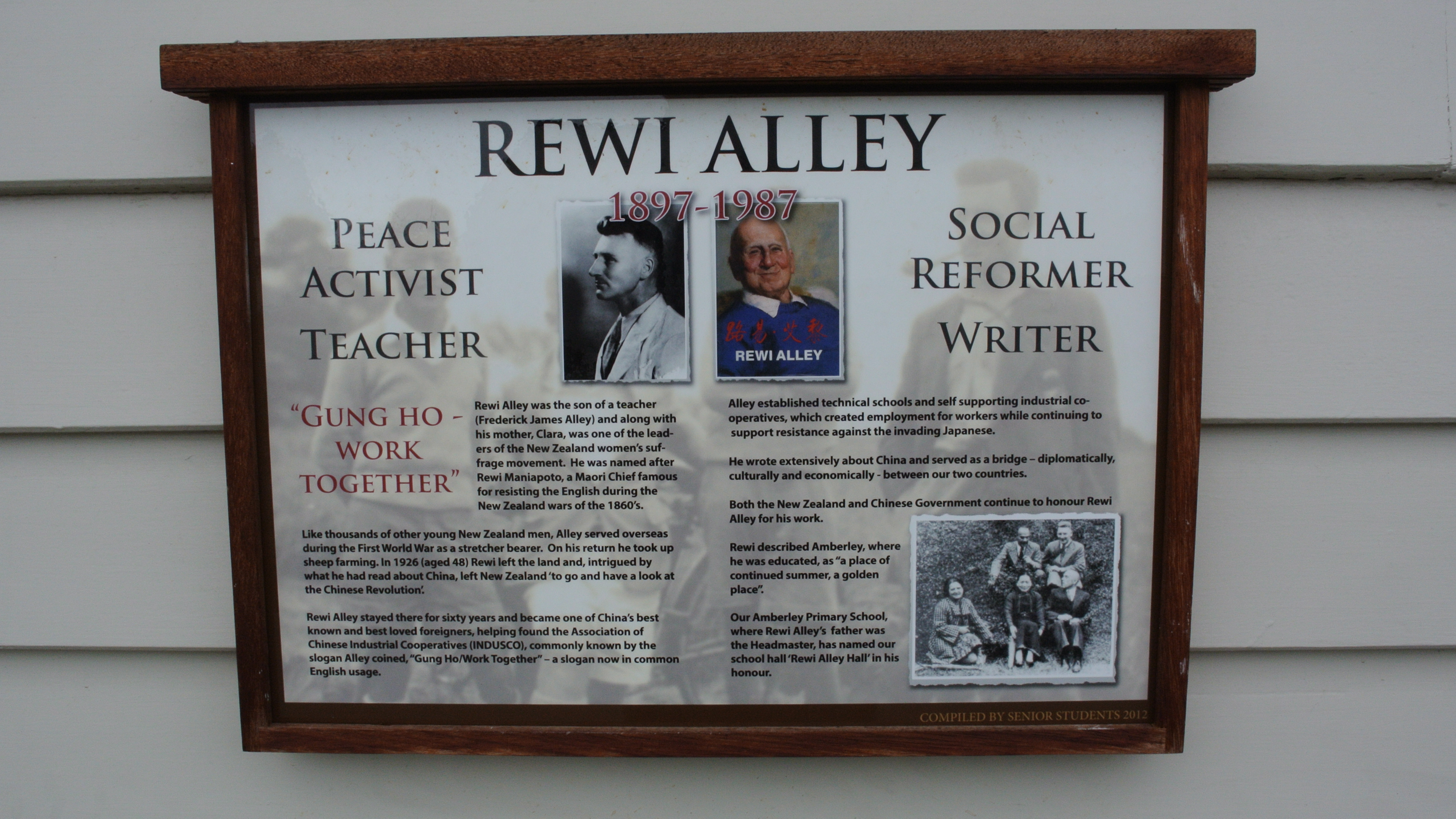
Mémorial Rewi Alley

L’école primaire d’Amberley abrite le centre Rewi Alley, nommé en mémoire de Rewi Alley (en), qui a étudié ici.